# Allgäuer Voralpen westlich der Iller

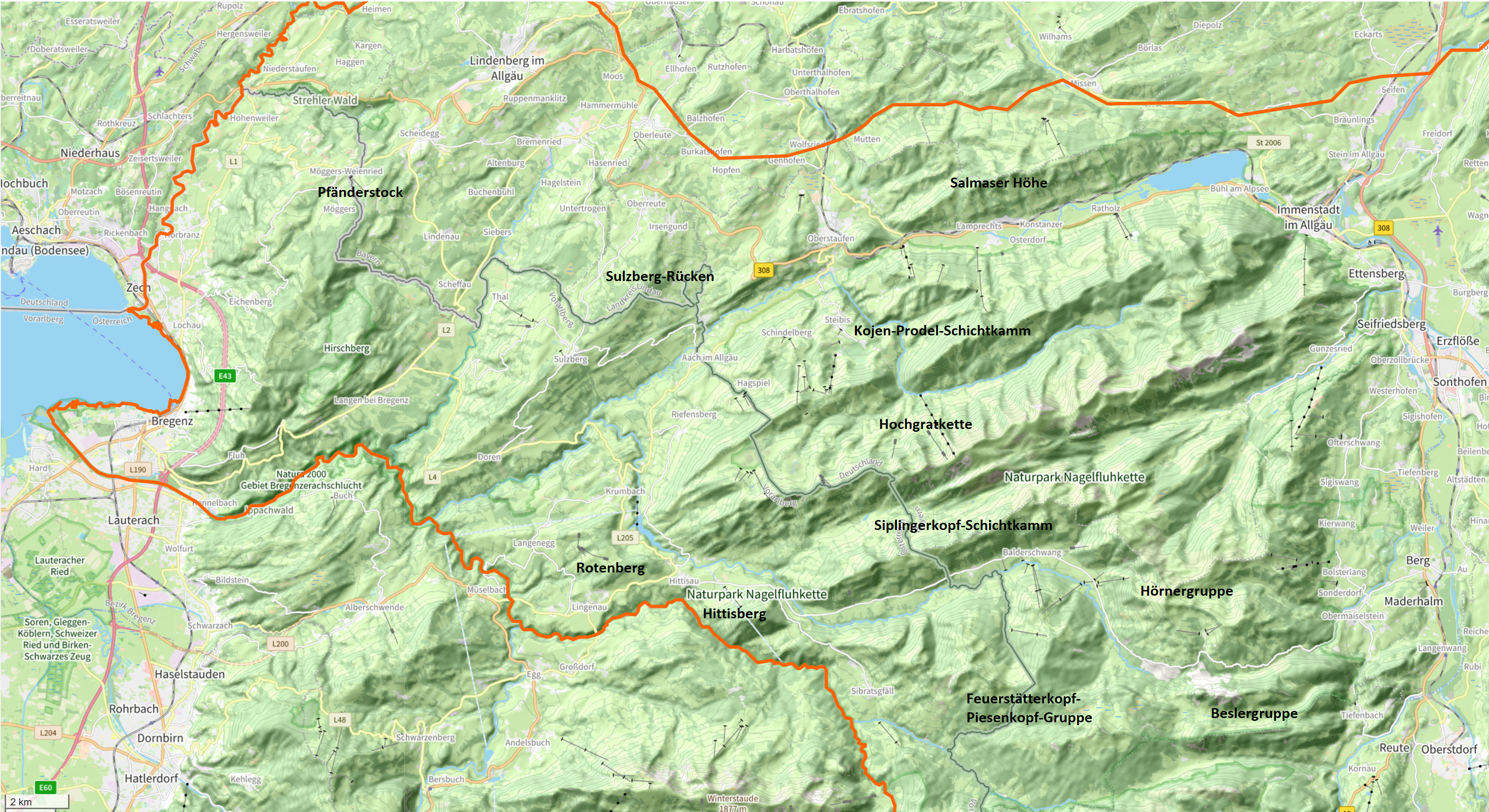
Bergketten der Allgäuer Voralpen westlich der Iller. beschriftet

Die Allgäuer Voralpen westlich der Iller oder nach SOIUSA Westliche Allgäuer Voralpen sind eine flächenmäßig große Untergruppe der Allgäuer Alpen. Sie liegen im Nordwesten der Allgäuer Alpen. Die Grenze zum Alpenvorland ist nicht eindeutig, da es hier eine allmähliche breite Übergangslandschaft von alpinen Bergen zu sanften Hügeln gibt.

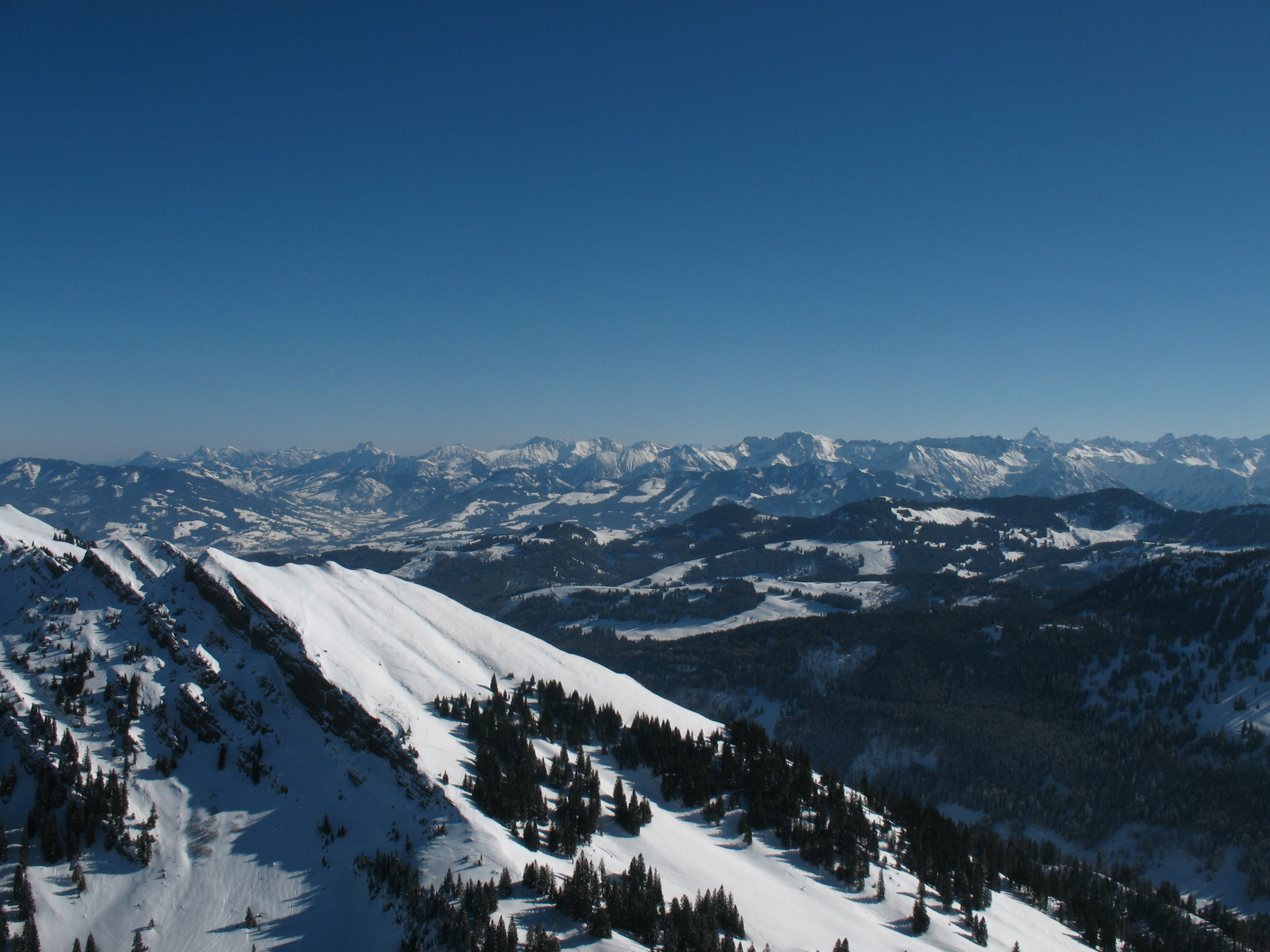
Gündleskopf in der Hochgratkette, rechts mittig die Hörnergruppe, hinten die Allgäuer Hochalpen

## Lage und Umgrenzung
Die Allgäuer Voralpen westlich der Iller liegen nördlich von Bregenzerach, Subersach, Rubach und Starzlach und dem Namen entsprechend westlich der Iller.
Nach der Alpenvereinseinteilung der Ostalpen ist die Umgrenzung entlang der Linie Iller – Breitach – Starzlach (Rohrmoostal) – Rohrmooser Sattel – Achbach/Schönbach/Rubach (Hirschgrundtal) – Subersach – Bregenzerach – Weißach – Oberstaufen – Konstanzer Ach – Iller.
In einer weiter gefassten Variante zählen auch der Pfänderstock, der Sulzberg und die Salmaser Höhe zu den Voralpen.
|                   | Alpenvorland                    |                                     |
| Lorenaberge       |                                 | Allgäuer Voralpen östlich der Iller |
| Winterstaudenkamm | Nordwestliche Walsertaler Berge | Daumengruppe                        |

Politisch liegt die Gruppe einerseits in Deutschland, andererseits in Österreich. Der deutsche Teil ist vom Allgäu her erschlossen, der österreichische vom Bregenzerwald her. Der österreichische Teil der Allgäuer Voralpen westlich der Iller wird Vorderer Bregenzerwald oder kurz Vorderwald genannt. In Deutschland sind die Bezeichnungen der einzelnen Berggruppen üblich, etwa Hochgratkette oder Hörnergruppe.

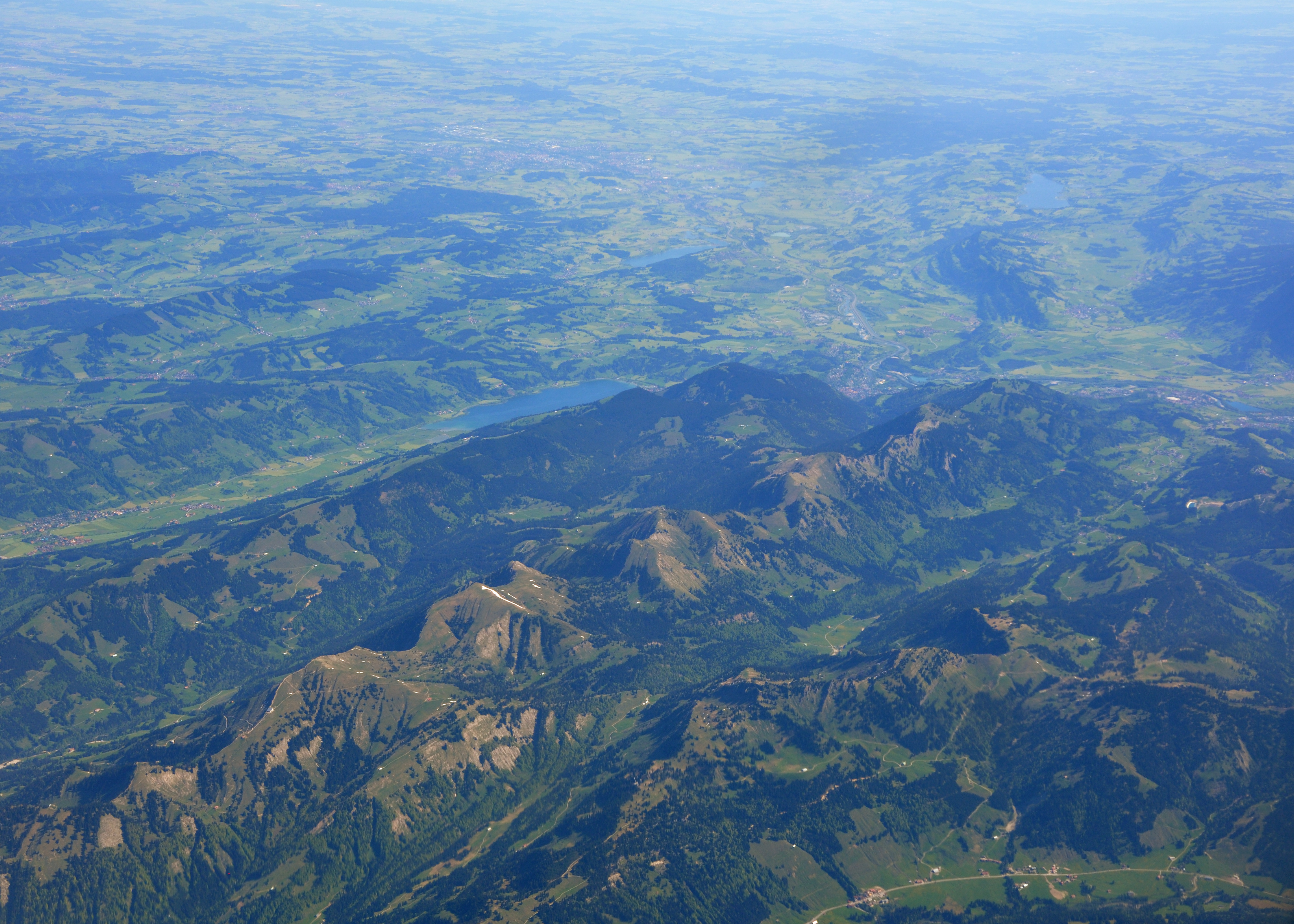
Schrägluftbild der Hochgratkette

## Berggruppen

### Schrattenkalkberge

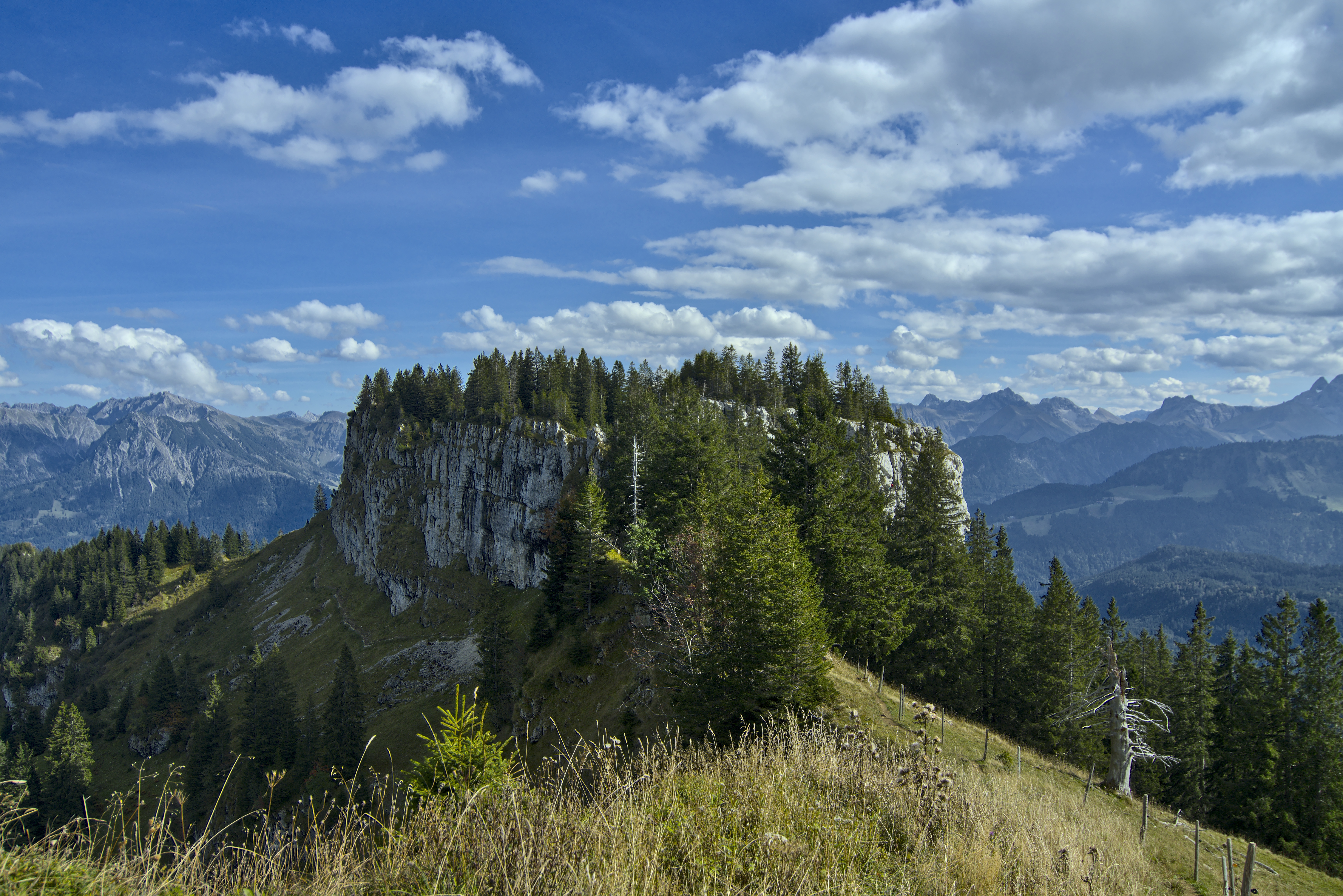
Besler

#### Besler-Gruppe
Die Besler-Gruppe liegt im Südosten der Allgäuer Voralpen westlich der Iller. Sie besteht vorwiegend aus Schrattenkalk. Daher sind die Berge felsig schroff.
Die Gruppe besteht aus einer südlichen und einer nördlichen Kette und einer abgetrennten Gruppe im Osten.
In der südlichen Kette sind der Toniskopf, die Rote Wand und der Geißberg. In der nördlichen Kette sind Schafkopf, Beslerkopf, Besler und Geißwiedenkopf. Der Besler ist 1679 m der höchste Berg der Gruppe. In der östlichen Gruppe ist der Ochsenberg mit 1179 m am höchsten.

### Flyschberge

#### Feuerstätterkopf-Piesenkopf-Gruppe
Diese Gruppe liegt westlich der Beslergruppe zwischen dem Hirschrundtal im Süden und dem Balderschwanger Tal (Bolgenach) im Norden. Sie gehört zur Flyschzone. Daher sind die Berge rundlich und sanft. Die höchsten Berge sind der Feuerstätterkopf, der Piesenkopf, der Hochschwelpen, der Burstkopf, das Hörnlein. Am Hochschwelpen sind Schilifte des Schigebiets Balderschwang.

#### Hörnergruppe

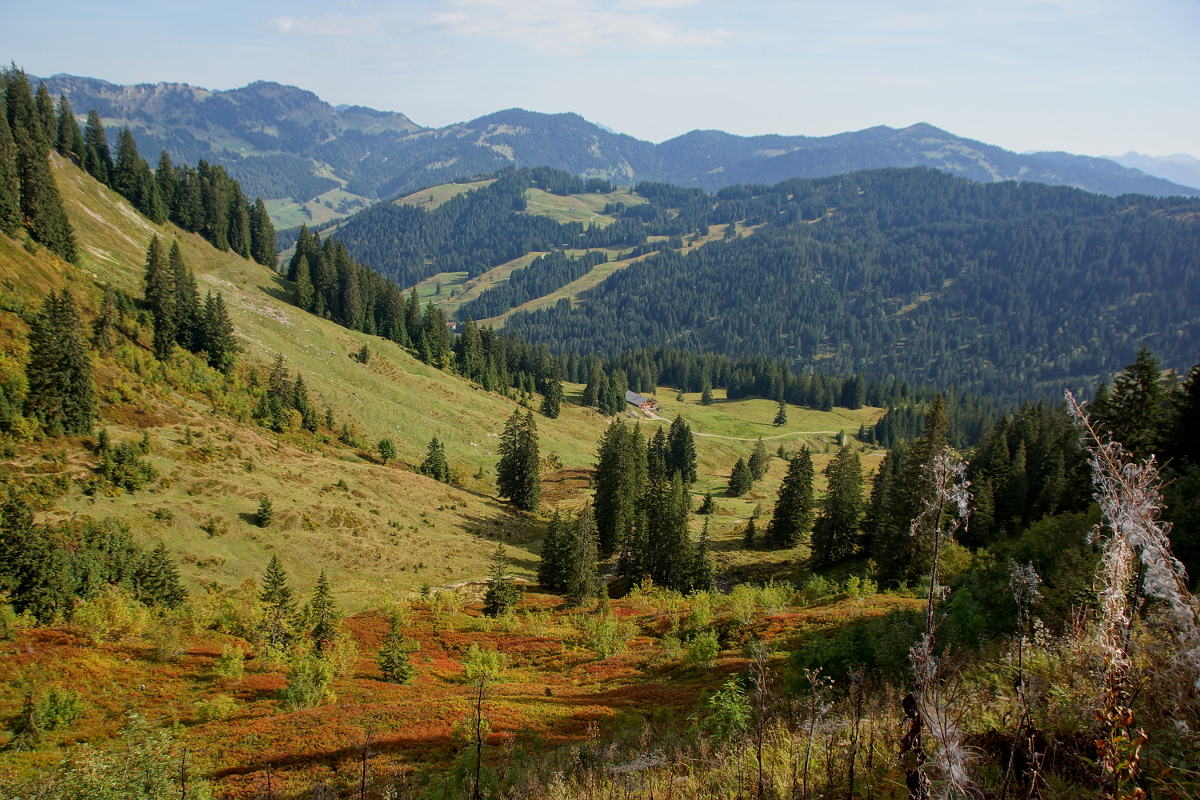
Landschaft am Feuerstätterkopf

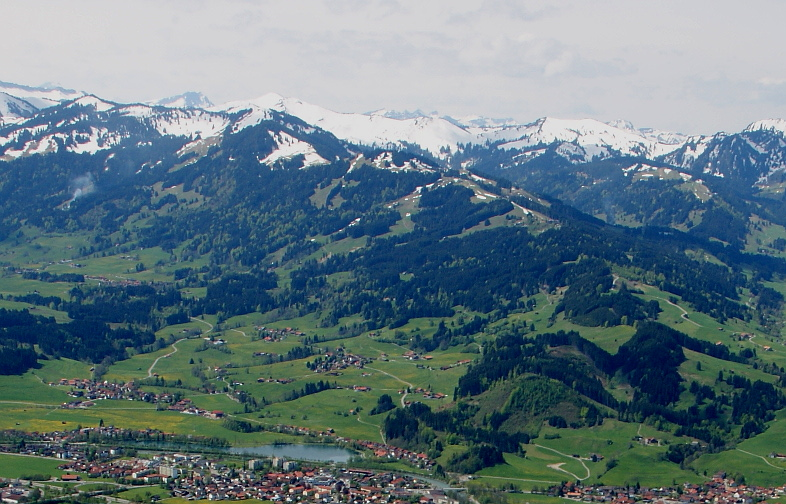
Ofterschwanger Horn in der Hörnergruppe

Auch die Hörnergruppe gehört zur Flyschzone. Sie liegt nördlich der Besler-Gruppe und wird umgrenzt entlang der Linie Iller – Weiler Ach – Schönberger Ach – Riedbergpass – Bolgenach – Stubenbach (Bolgenach) – Stubenbach (Aubach) – Aubach – Gunzesrieder Ach – Iller. Die höchsten Berge sind das Riedberger Horn (1787 m), der Wannenkopf (1712 m), der Weiherkopf (1665 m), der Große Ochsenkopf (1665 m), das Rangiswanger Horn (1616 m), das Sigiswanger Horn (1527 m), das Bolsterlanger Horn (1586 m) und das Ofterschwanger Horn (1406 m). Die Hörnergruppe ist touristisch stark erschlossen, es gibt auch mehrere Schigebiete. In Ofterschwang-Gunzesried git es die Kabinenbahn Ossi-Reichert-Bahn und die Sessellifte Weltcup-Express und Gipfel 6er aufs Ofterschwanger Horn. Durch den Klimawandel ist dieses Schigebiet jedoch wie alle niedrig gelegenen Schigebiete stark gefährdet.

### Nagelfluh-Bergketten
Alle weiteren Gruppen gehören zur Molassezone mit Nagelfluhgestein. Diese bilden langgezogene Schichtkämme. Die markantesten Schichtkämme sind die drei Allgäuer Nagelfluh-Schichtkämme.

#### Siplingerkopf-Schichtkamm

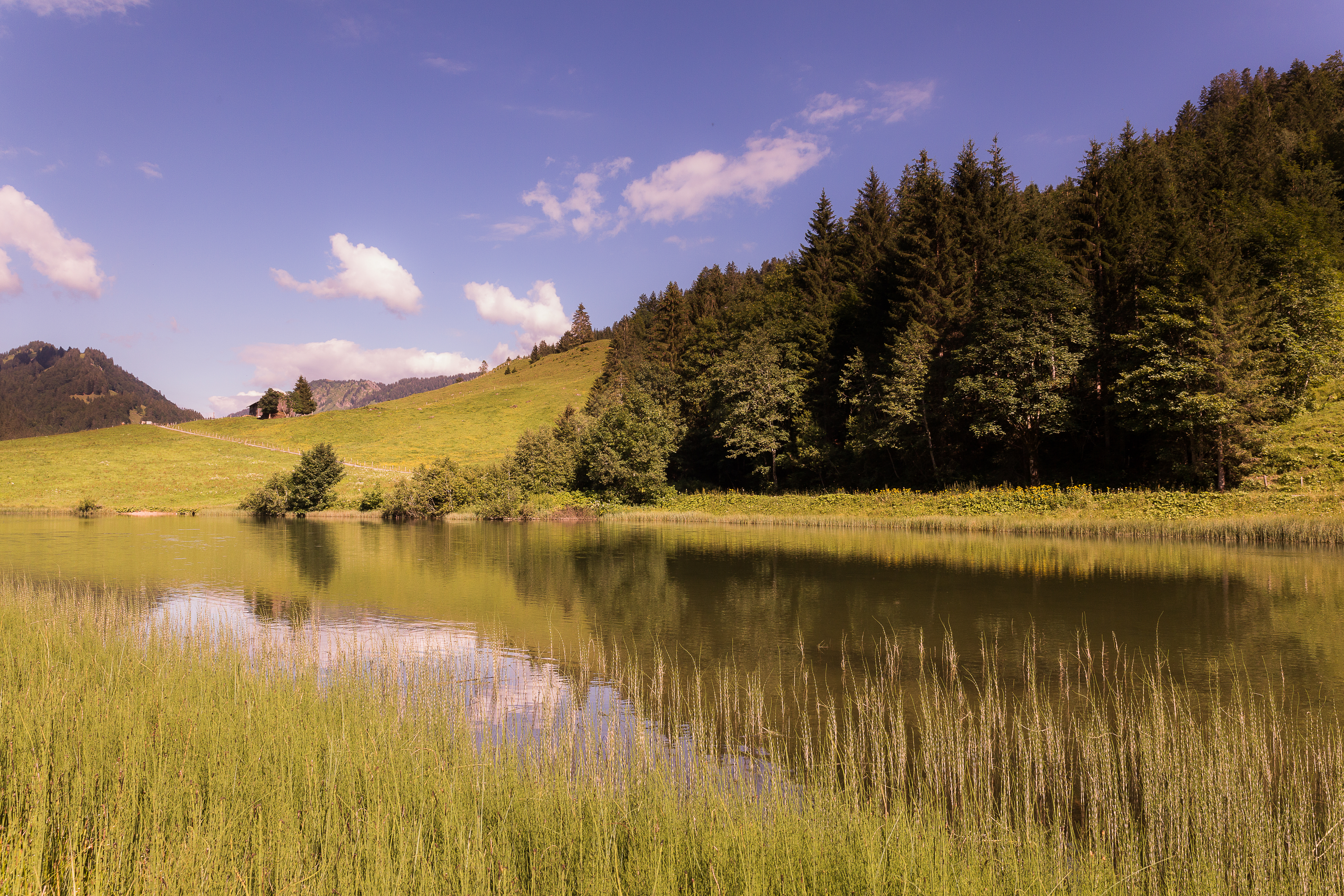
Leckner See zwischen Hochgratkette und Siplingerkopf-Schichtkamm

Der Siplingerkopf-Schichtkamm ist der südlichste der drei Schichtkämme. Er beginnt bei der Einmündung des Stubensbachs in den Aubach. Der Kamm zieht parallel zur nördlich angrenzenden Hochgratkette nach Westen und leicht nach Süden. Die Kette besteht von Ost nach West aus folgenden Bergen: Grauer Stein (1578 m), Tennenmooskopf (1628 m), Siplinger Kopf (1746 m), Heidenkopf (1685 m), Girenkopf (1683 m), Stillberg (1532 m), Samstenberg (1513 m) und Koppachstein (1538 m). Beim Durchbruch der Bolgenach endet der Kamm.
Morphologisch und orographisch ist die Ostgrenze nicht eindeutig. Laut der Topographischen Karte des Bayern-Atlas, basierend auf der naturräumlichen Gliederung, ist die Ostgrenze des Siplingerkopf Schichtkamms beim Stubenbach.

#### Hittisberg
Jenseits der Bolgenach setzt sich der Kamm mit dem Hittisberg fort. Geologisch gehört er zum Siplingerkopf-Schichtkamm, morphologisch ist er ein westlicher Ausläufer des Feuerstätterkopfes. Der Hittisberg ist der Hausberg von Hittisau.

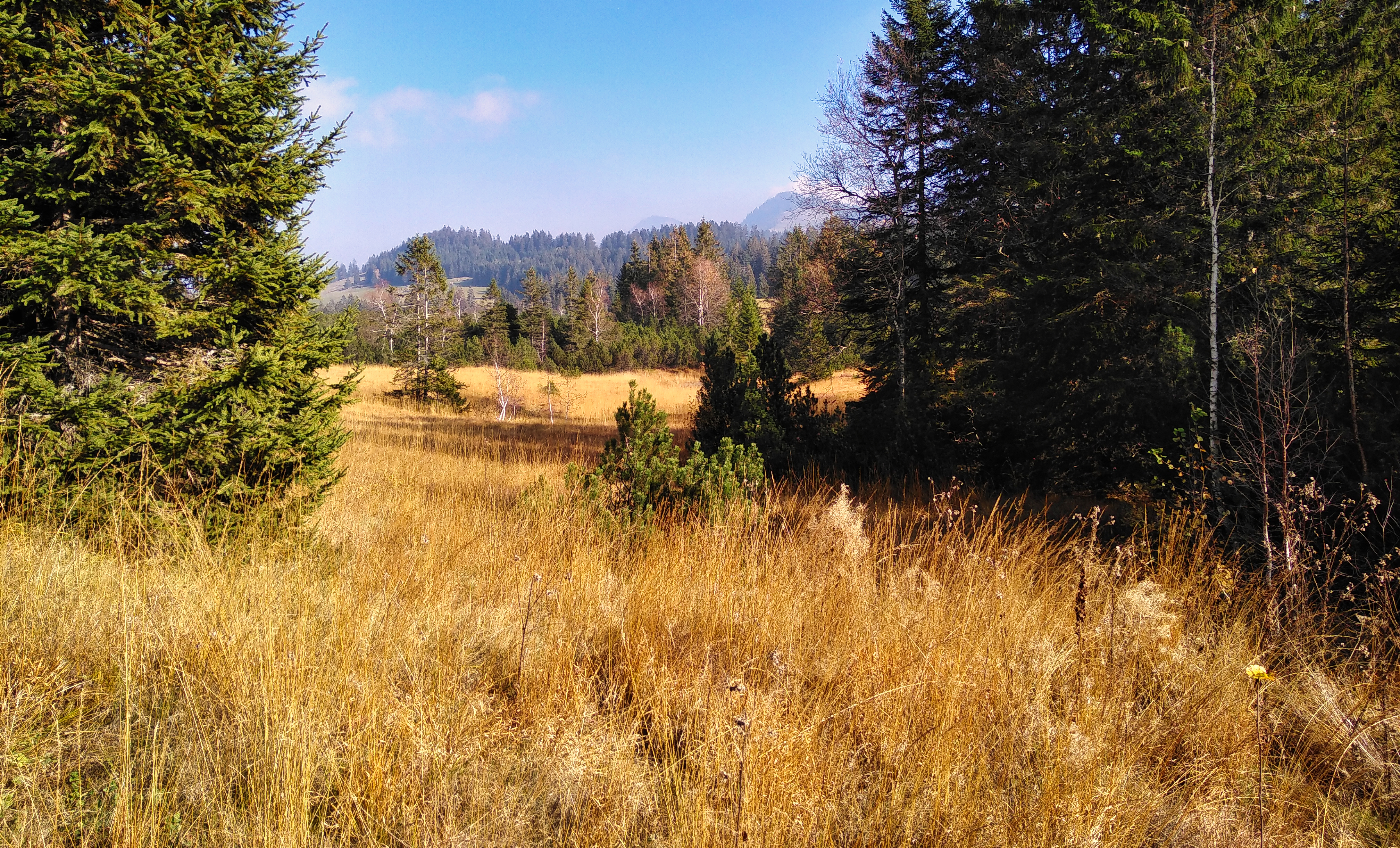
Hochmoor zwischen Hochgratkette und Kojen-Schichtkamm

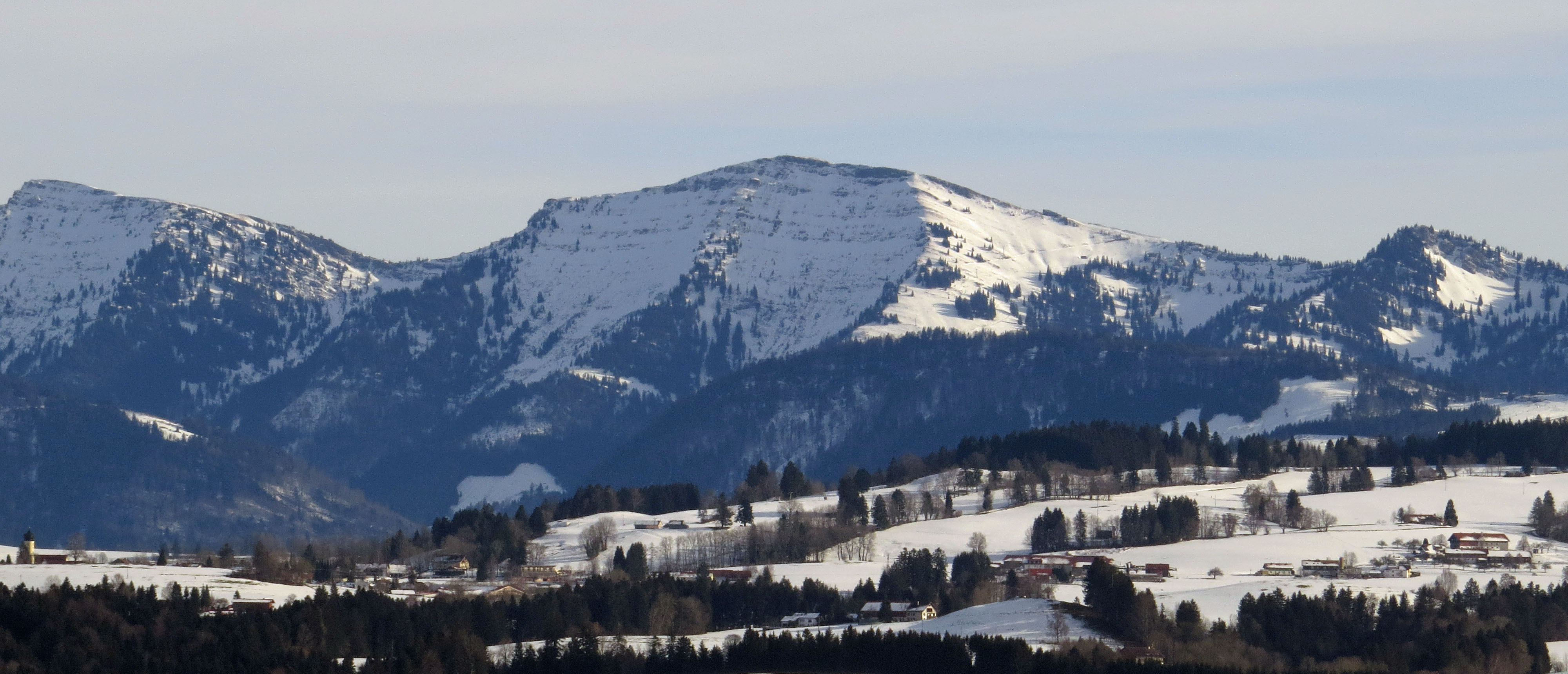
Hochgrat von Lindenberg aus

#### Hochgratkette

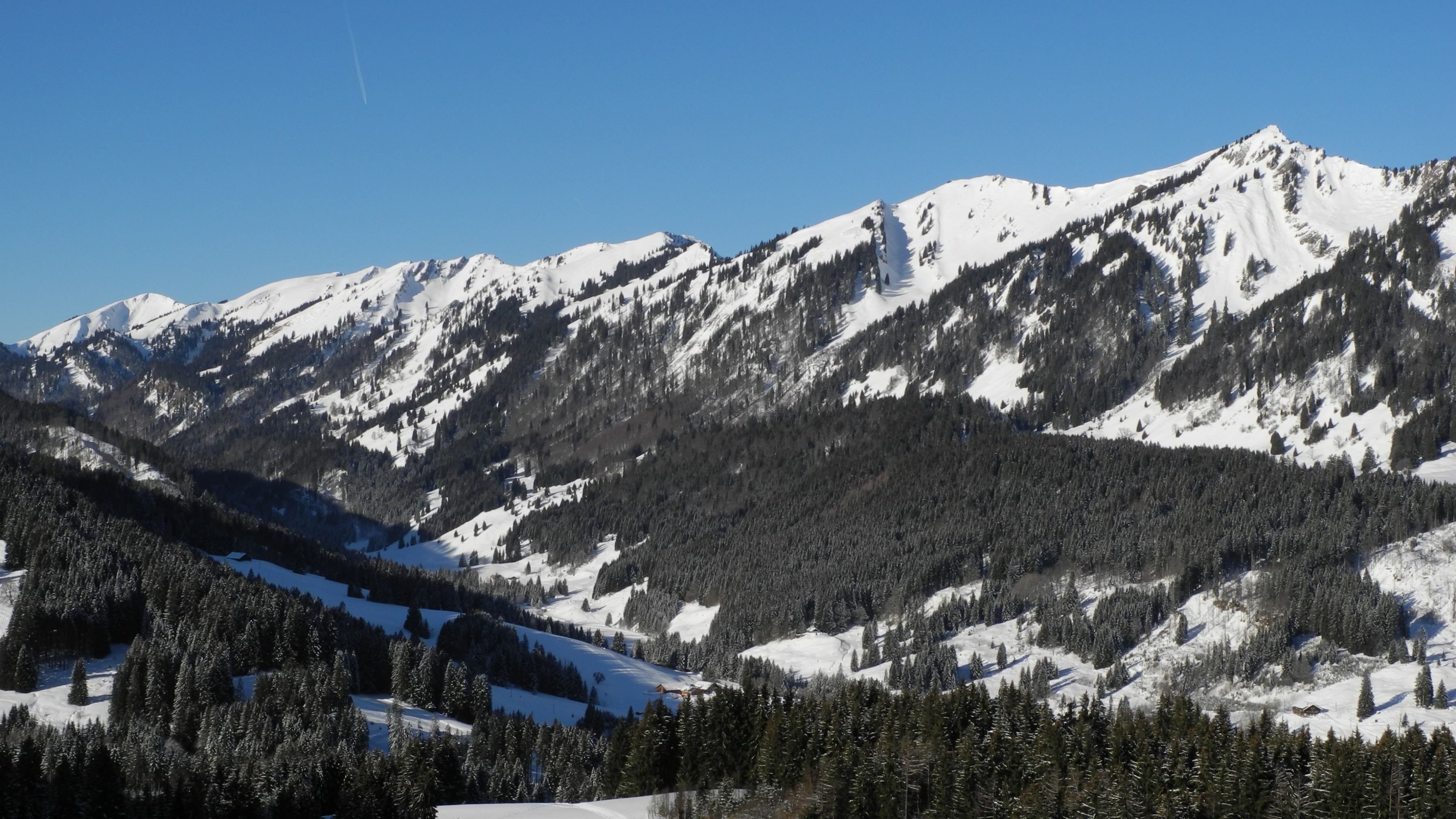
Nagelfluhkette über dem Gunzesrieder

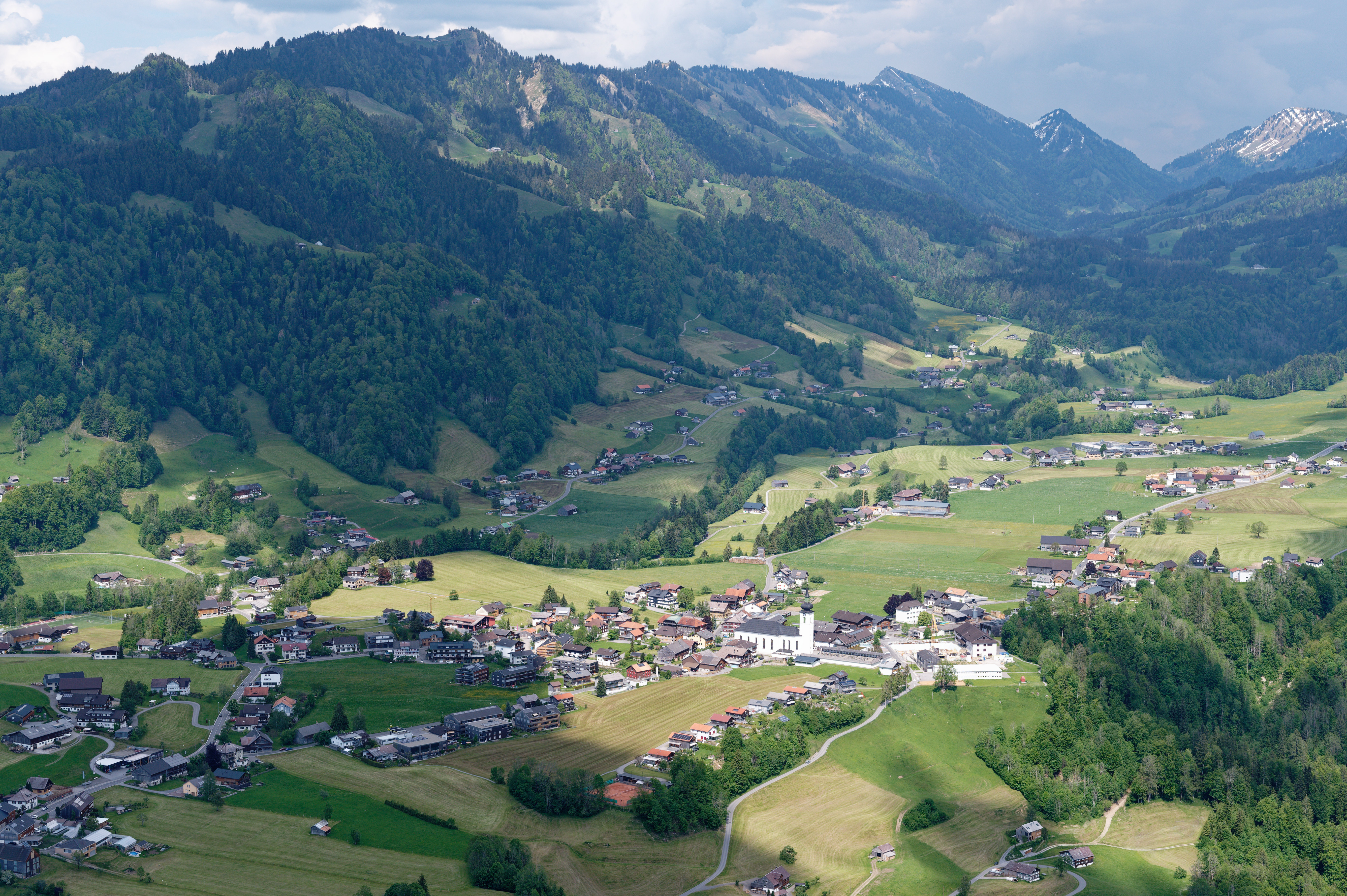
Hochgratkette, Hittisau und Lecknertal, ganz rechts Siplingerkopf-Kamm

Die Hochgratkette wird auch Rindalphorn-Schichtkamm genannt. Die Kette ist die mächtigste, längste und höchste Kette der Allgäuer Voralpen westlich der Iller. Sie reicht von Immenstadt im Allgäu im Nordosten bis zum Stausee Bolgenach im Südwesten. Die Gipfel sind von Ost nach West: Mittagberg (1451 m), Bärenköpfle (1463 m), Steineberg (1683 m), Stuiben (1749 m), Sedererstuiben (1737 m), Buralpkopf (1772 m), Gündleskopf (1748 m), Rindalphorn (1822 m), Hochgrat (1834 m), Seelekopf (1663 m), Hohenfluhalpkopf (1636 m), Eineguntkopf (1641 m), Falken (1564 m) und Hochhäderich (1565 m).

#### Prodel-Kojen-Schichtkamm
Der Prodel-Kojen-Schichtkamm ist der nördlichste der drei Schichtkämme. Der Schichtkamm wird geteilt durch ein Durchbruchstal der Weißach. Von Ost nach West verläuft zuerst der Prodel-Schichtkamm, es folgt der Durchbruch der Weißach und dann der Kojen-Schichtkamm.
Im Prodel-Kamm sind folgende Berge von Ost nach West: Immenstädter Horn (1489 m), Am Roten Kopf (1482 m), Gschwender Horn (1450 m), Eckhalde (1430 m). Eckhaldekopf (1491 m), Himmelseck (1487 m), Klamm (1470 m), Denneberg (1427 m), Prodel (1400 m) und Spitzlerberg (1336 m). Der Kamm endet bei der Mündung des Lanzenbachs in die Weißach.
Der Kojen-Schichtkamm besteht aus folgenden Bergen von Ost nach West: Imbergkamm (1316 m), Fluh (1391 m), Kojen (1300 m) und Kojenstein (1300 m).

#### Rotenberg und Umgebung
Dieses Gebiet ist eher hügelig und umfasst die Gemeinden Lingenau, Langenegg, Krumbach und den Ortskern von Hittisau. Die höchsten Erhebungen sind der Rotenberg (974 m) und der Schweizberg (915 m). Die umgrenzenden Flüsse Subersach, Bregenzerach, Weißach und Bolgenach liegen in steilen tiefen Schluchten. Die Orte liegen auf der Anhöhe.

#### Salmaser Höhe
Nördlich des Prodelkamms liegt ein weiterer Nagelfluh-Kamm. Dieser wird teils nicht mehr zu den Alpen gerechnet. Der Höhenzug der Salmaser Höhe besteht aus folgenden Gipfeln von Ost nach West: Köpfle (1024 m), Thaler Höhe (1167 m), Ochsenschache (1195 m), Salmaser Höhe (1254 m) und Hüttenberg (1103 m). In Verlängerung des Kamms sind noch der Staufner Berg (1042 m) und der Kapf (998 m). Die Kalzenhofer Höhe (1118 m) liegt nordwestlich der Salmaser Höhe.

#### Sulzberg
Der Höhenrücken des Sulzbergs wird auch Hochsträß genannt. Er zieht sich von der Bayerischen Gemeinde Oberreute bis in die Bregenzerachschlucht. Die Gemeinde Sulzberg liegt direkt auf dem Berg.

#### Pfänderstock

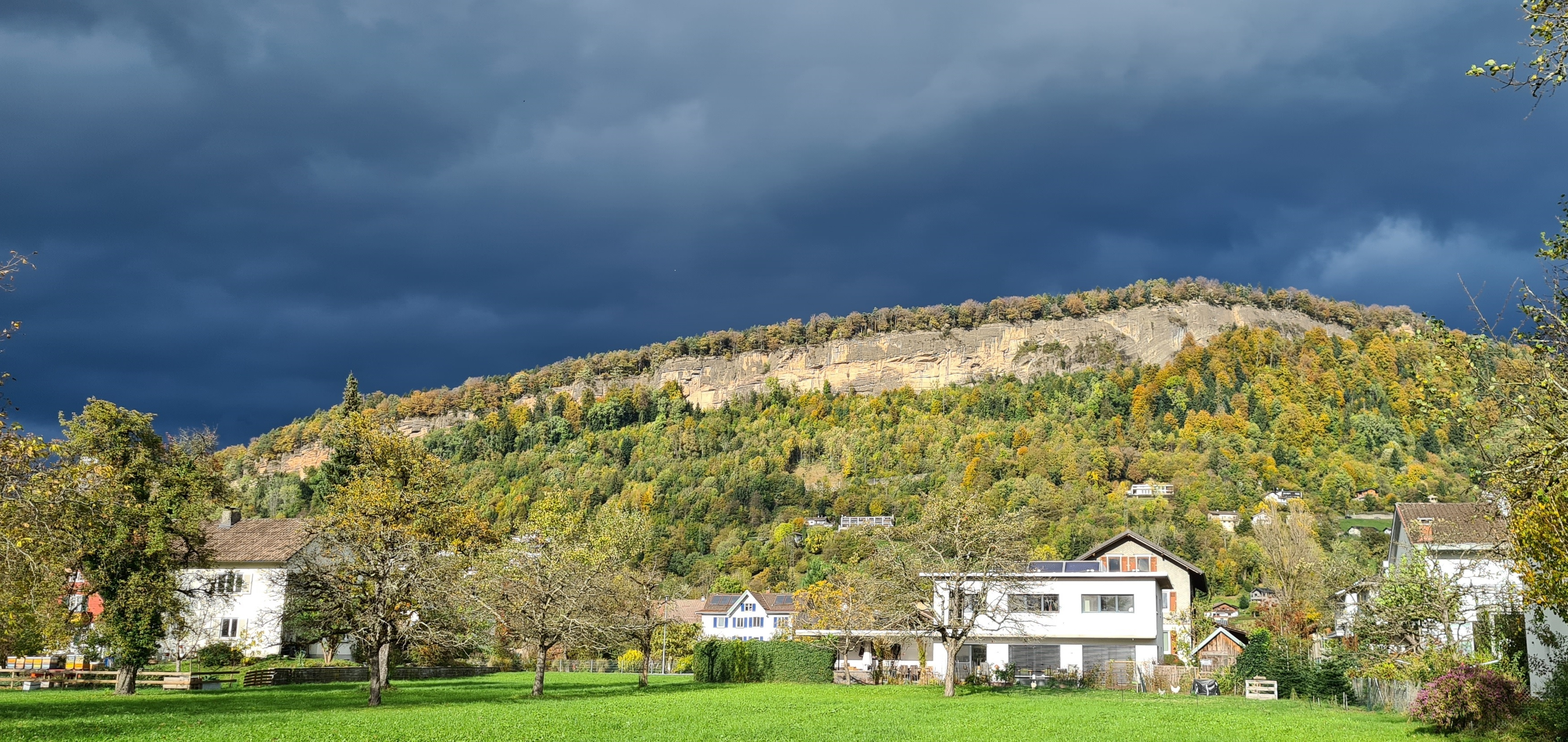
Das Känzele an der Südseite des Pfänderstocks

Der Pfänderstock besteht aus zwei Bergrücken. Der längere nordwestliche Bergrücken geht vom Gebhardsberg (598 m) über das Känzele (724 m), den Pfänder (1064 m), den Mooskopf (1042 m), den Fürberg (1044 m) zum Hochberg (1069 m), dem höchsten Berg dieses Bergrückens. Weiter geht der Höhenrücken zur Tröger Höhe (1039 m) und zum Tatzen (1024 m). Jenseits der Rohrachschlucht fällt der Bergrücken langsam über Scheidegg und Lindenberg ab. Der kürzere Bergrücken zieht vom Wirtatobel über den Geserberg (1012 m) und den Hirschberg (1095 m) bis ins deutsche Lindenau. Der Hirschberg ist der höchste Berg des Pfänderstocks.

## Untergliederung nach SOIUSA
Die SOIUSA fasst die südlichste Kette südlich der Bolgenach und der Schönberger Ach zusammen als Besler-Hittisberg-Kette (B.3), das sind die Besler-Gruppe, die Feuerstätterkopf-Piesenkopf-Gruppe, der Hittisberg und der Rotenberg samt Umgebung. Nach dieser Einteilung gehören Pfänderstock und Sulzberg zu den Alpen, die Salmaser Höhe nicht mehr.
Die Besler-Hittisberg-Gruppe umfasst die Besler-Gruppe, die Piesenkopf-Feuerstätter-Gruppe, den Hittisberg und den Rotenberg samt Umgebung.
- Prealpi Occidentali dell'Algovia = Allgäuer Voralpen westlich der Iller (B)
  - Catena Besler-Hittisberg = Besler-Hittisberg-Gruppe (B.3)
  - Catena del Riedberg = Hörnergruppe (B.4)
  - Allgäuer Molasseberge (B.5)
    - Costiera dello Sipling = Siplingerkopf-Schichtkamm (B.5.a)
    - Nagelfluhkette = Hochgratkette (B.5.b)
    - Monti del Weißach(B.5.c)
      - Costiera dell'Himmeleck = Kojen-Prodel-Schichtkamm (B.5.c/a)
      - Costiera dell'Hochstraß = Sulzberg (B.5.c/b)

    - Monti di Rotach = Pfänderstock (B.5.d)[6]

## Naturschutzgebiete

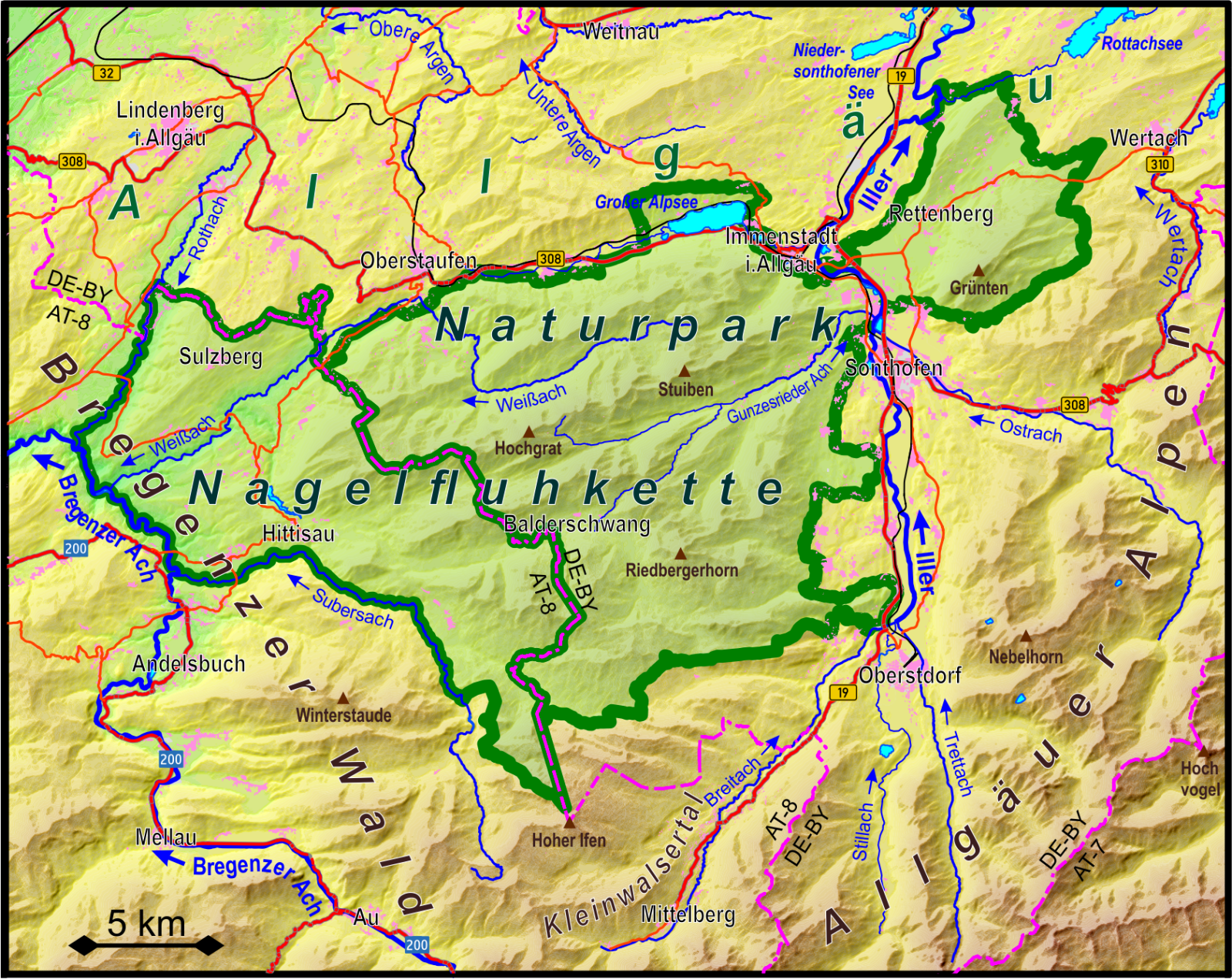
Karte des Naturparks Nagelfluhkette

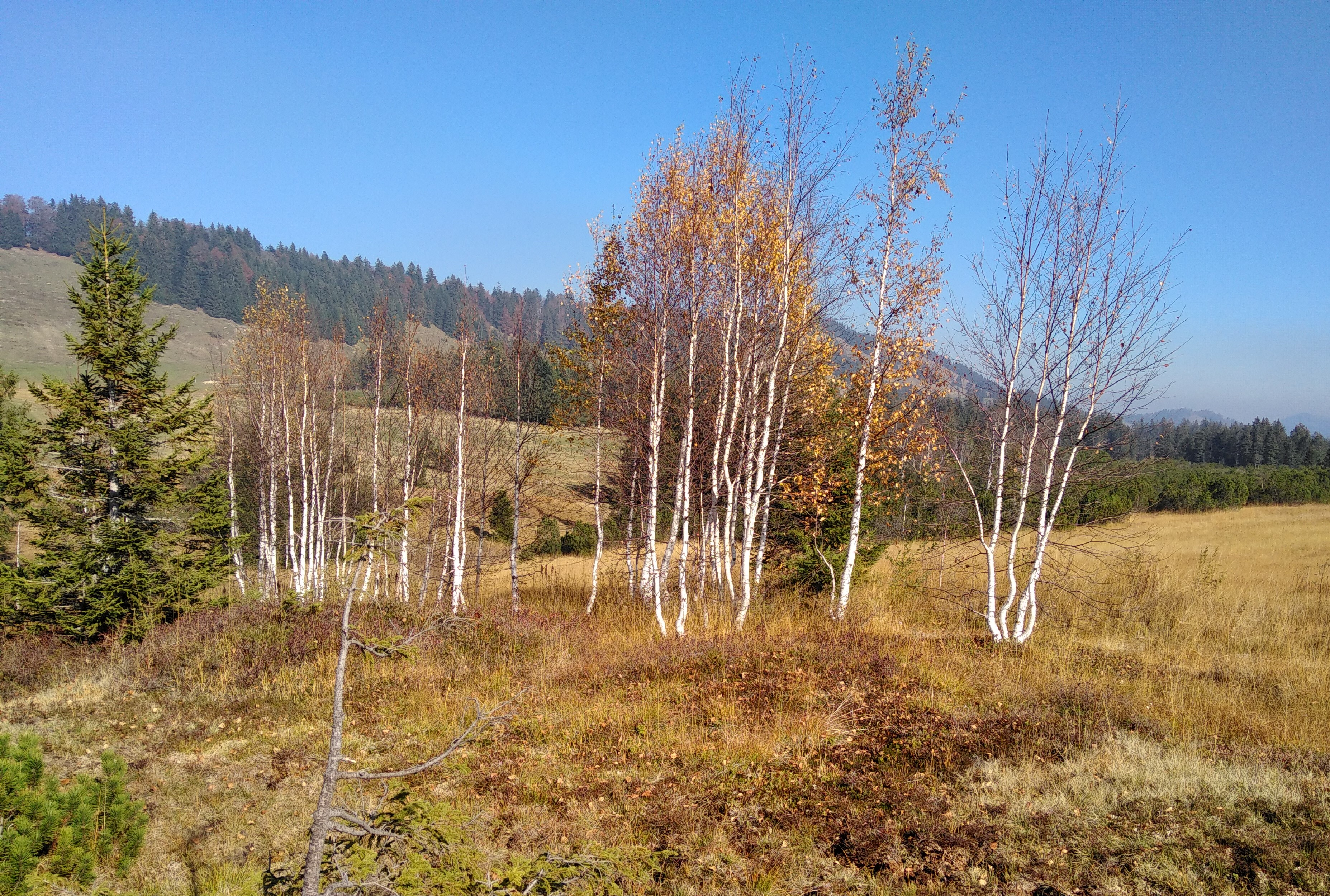
Naturschutzgebiet Kojen-Moos

Große Teile der Gebirgsgruppe stehen unter Naturschutz. Der Naturpark Nagelfluhkette umfasst den österreichischen Teil des Sulzbergrückens, die drei Allgäuer Nagelfluh-Schichtkämme, Teile der Salmaser Höhe, den Großen Alpsee, die Hörner-Gruppe, die Besler-Gruppe, die Feuerstätterkopf-Piesenkopf-Gruppe, den Hittisberg, den Rotenberg und Umgebung und auf österreichischen Seite noch eine Spitze bis zum Hohen Ifen.
In den Allgäuer Voralpen westlich der Iller in einem weiteren Sinn sind zur Gänze oder teilweise folgende Schutzgebiete:
- Natura-2000-Gebiet Häderichmoore (FFH, DE8525301)
- Natura-2000-Gebiet Nagelfluhkette Hochgrat–Steineberg (FFH, DE8426302)
- Natura-2000-Gebiet Hörnergruppe (FFH, DE8527301)
- Landschaftsschutzgebiet Großer Alpsee (LSG-00359.01)
- Landschaftsschutzgebiet Hörnergruppe (LSG-00467.01)
- Landschaftsschutzgebiet Nagelfluhkette (LSG-00468.01)
- Naturschutzgebiet Rohrachschlucht (NSG-00424.01)[8]
- Natura-2000 und Naturschutzgebiet, sowie Naturwaldreservat Rohrach (AT3401000)[2]
- Natura-2000-Gebiet Witmoos (FFH, AT3405000)[2]
- Natura-2000-Gebiet Bregenzerachschlucht (AT3404000)[2]
- Natura-2000 und Naturschutzgebiet Mehrerauer Seeufer – Mündung der Bregenzerach (AT3403000)[2]
- Natura-2000-Gebiet Leiblach (AT3414000)[2]
- Naturschutzgebiet Hirschberg (28/74)[2]
- Naturschutzgebiet Kojen-Moos (2/78)[2]
- Naturschutzgebiet Rossbad (20/73)[2]
- Geschützter Landschaftsteil Schurreloch (19/78)[2]
- Örtliches Schutzgebiet Langenegg Nord (Langenegg/2003)[2][9]

## Besiedlung

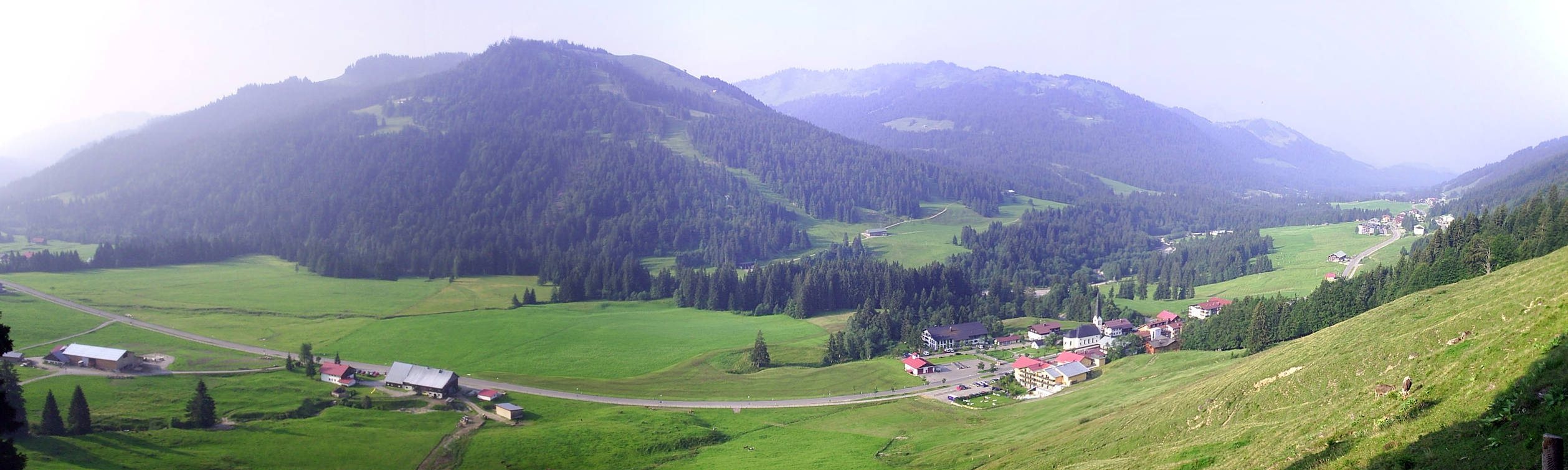
Balderschwang

Die Gebirgsgruppe ist eher dünn besiedelt. Sehr große Flächen sind ohne dauerhafte Siedlungen. Größere Siedlungen gibt es nur am Rand.
Im Vorderen Bregenzerwald liegen am südwestlichen Rand der Gruppe Sibratsgfäll, Hittisau, Lingenau, Langenegg, Krumbach, Riefensberg, Doren, Sulzberg und Langen bei Bregenz.
Im Vorarlberger Rheintal an der westlichsten Spitze liegen Kennelbach und Bregenz.
Im österreichischen Leiblachtal an der Westseite liegen Lochau, Hörbranz, Hohenweiler, Eichenberg und Möggers.
Im Norden liegen Niederstaufen, Scheidegg, Lindenberg im Allgäu, Weiler-Simmerberg und Oberreute des Landkreises Lindau.
Im Landkreis Oberallgäu sind an der nördlichen, nordöstlichen und östlichen Seite Oberstaufen, Immenstadt im Allgäu, Blaichach, Ofterschwang, Bolsterlang und Fischen im Allgäu.
Balderschwang liegt mitten in den Bergen, hat aber auch nur 383 Einwohner.

## Straßenverbindungen
Zwischen Deutschland und Österreich gibt es nur sehr wenige Straßenverbindungen für den öffentlichen Verkehr, diese sind von Südost nach Nordwest:
- Fischen im Allgäu – Riedbergpass – Balderschwang – Hittisau
- Oberstaufen – Riefensberg
- Oberreute – Sulzberg
- Weiler-Simmerberg – Langen bei Bregenz
- Scheidegg – Möggers
- Niederstaufen – Hohenweiler[1]